# Laura Diaz
Laura Diaz, née Laura Philo le 27 avril 1975 à Scotia, État de New York, est une golfeuse Américaine

## Palmarès

### Solheim Cup
- Choix de la capitaine Betsy King pour la Solheim Cup 2007